# Grey Lines with Black, Blue and Yellow
Grey Lines with Black, Blue and Yellow est un tableau réalisé vers 1923 par la peintre américaine Georgia O'Keeffe. Cette huile sur toile représente une forme organique multicolore qui évoque l'intérieur d'une fleur ou, selon la critique, mais contre l'avis de l'artiste elle-même, un sexe féminin. L'œuvre est conservée au musée des Beaux-Arts de Houston, à Houston, aux États-Unis.